# 莫氏軟魚
莫氏軟魚為輻鰭魚綱鱸形目鱸亞目發光鯛科的一種，為深海魚類，分布於西南太平洋澳洲海域，深度300-360公尺，體長可達14公分，棲息中層水域，生活習性不明。